# Hofschilder

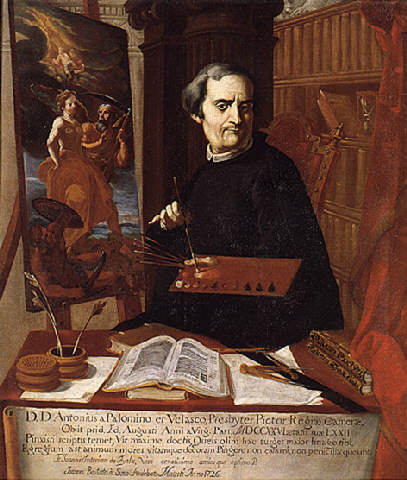
Antonio Palomino als hofschilder van de Spaanse koning Karel II

Een hofschilder was een kunstschilder die verbonden was aan het hof van een wereldlijke of geestelijke vorst. Als zodanig schilderde hij in opdracht van de vorst staatsieportretten en eventueel andere gewenste schilderijen.
Belangrijke vorsten traden altijd al op als mecenas en gaven kunstenaars en ambachtslieden opdracht tot het vervaardigen van uiteenlopende kunstwerken: bouwwerken, schilderijen, meubels en edelsmeedwerk. In de middeleeuwen werkten deze kunstenaars meestal nog anoniem. Pas vanaf de renaissance gingen zij onder hun eigen naam werken en kan men spreken van individuele hofschilders.
De kunsthistoricus Martin Warnke ziet in de voor een hof werkende kunstenaar, zoals een hofschilder, een voorloper van de moderne autonome kunstenaar: "Pas na het wegvallen van de hoven wordt de kunstenaar tot een maatschappelijke buitenstaander".
Een hofschilder werd op verschillende manier beloond. Hij kon per schilderij betaald worden of een vast salaris krijgen. Vaak kregen ze een adellijke (ere)titel of een levenslang "pensioen". Daartegenover kon een hofschilder verplicht worden tot werken op basis van exclusiviteit, waarbij hij niet voor andere opdrachtgevers mocht schilderen. In de late middeleeuwen kregen hofschilders ook wel de functie van kamerdienaar.
Voor een schilder had het werken voor een vorst onder meer het voordeel dat hij niet onderworpen was aan de regels van het lokale schilders- of Sint-Lucasgilde.

## Bekende hofschilders

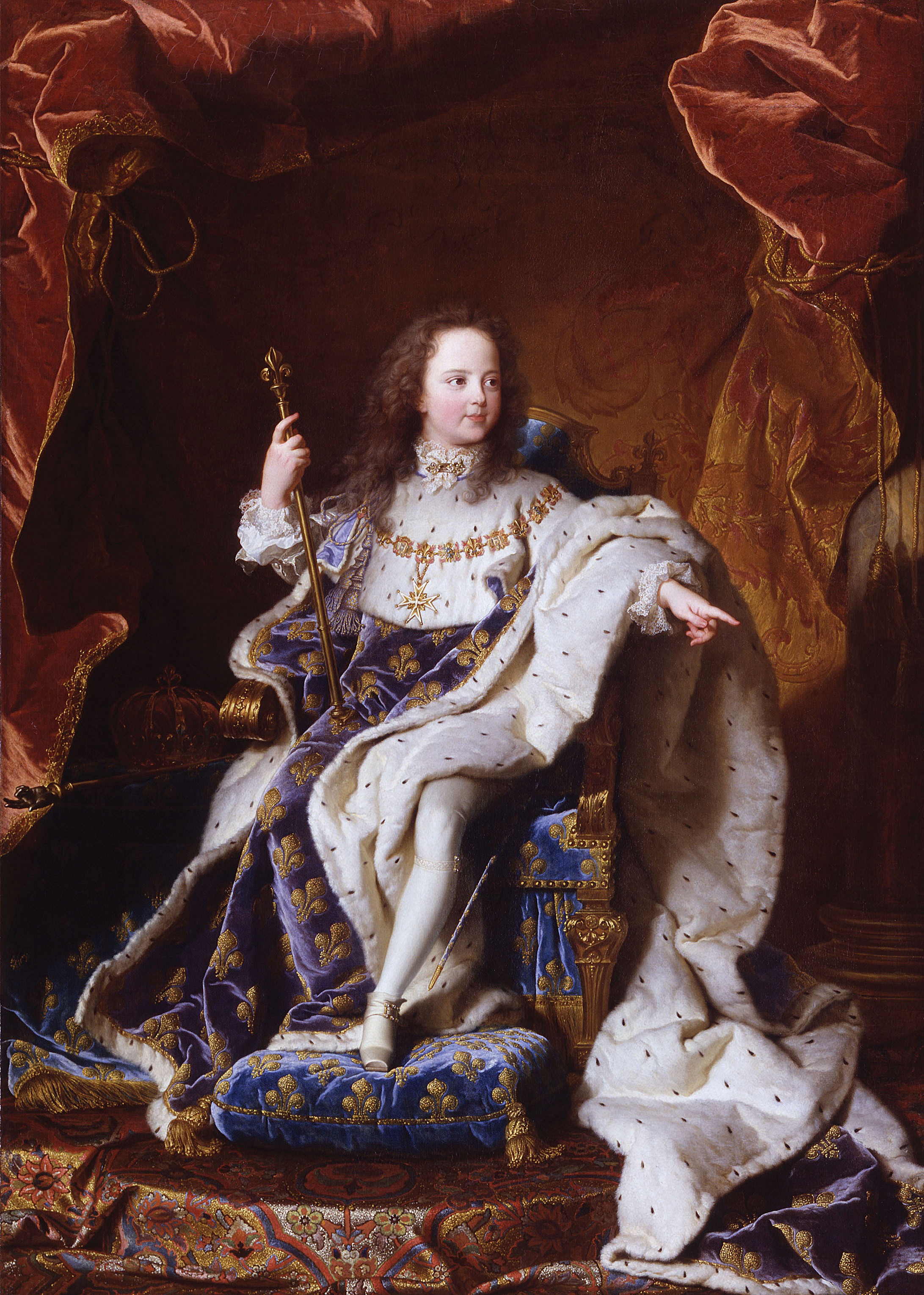
Staatsieportret van koning Lodewijk XV als kind, geschilderd door Hyacinthe Rigaud

- Ma Yuan van keizer Song Guangzong en keizer Song Ningzong
- Titiaan van keizer Karel V
- Jan van Eyck van hertog Philips de Goede
- Jakob Seisenegger van keizer Ferdinand I
- Peter Paul Rubens van aartshertog Albrecht van Oostenrijk
- Martin van Meytens van keizerin Maria Theresia
- Diego Velázquez van koning Filips III en koning Filips IV van Spanje
- Hyacinthe Rigaud van koning Lodewijk XIV van Frankrijk
- Élisabeth Vigée-Le Brun van koningin Marie Antoinette
- Hans Holbein de Jongere van koning Hendrik VIII van Engeland
- Levina Teerlinc aan het Tudorhof van Hendrik VIII, Eduard VI, Mary I en Elizabeth I
- Antoon van Dyck van koning Karel I van Engeland
- Daniël Mijtens van koning Karel I van Engeland
- Antoine Pesne van koning Frederik de Grote van Pruisen
- Franz Xaver Winterhalter van keizerin Elisabeth van Oostenrijk en keizerin Eugénie van Frankrijk
- Peter Johann Nepomuk Geiger van het huis Habsburg